# ラピッドラビット
ラピッドラビットは4人組のバンド。
よくバンド名を間違われ、ラビッドラビットやラビッドラピッドと呼ばれるらしいが正式はラピッドラビット。英語の、[rapid（迅速な）]と、[rabbit（うさぎ）]から来たバンド名であるが、似た発音の英単語も存在し、日本語で表記された時、濁音や半濁音が識別しにくい事も原因となっていると思われる。熱唱オンエアバトルで司会を務めるハリガネロックや、同番組のナレーション等でも上記のような呼ばれ方をされる事もあった。
全員がメガネをかけていて、「誰か伊達メガネなの？」という質問をよく受けていたらしい。
2006年5月1日、事実上の解散。
2011年2月、脱退した橋詰聡を含めた4人編成で活動再開

## メンバー
- 淺石匡（ボーカル・ギター）

彼が作詞した歌詞は恋愛をもとにしたものが多い。
緊張しやすいらしく、オンエアバトルの際にはよく腹痛に悩まされていたらしい。
- 沢田和典（ギター・コーラス）

後にプランクトンマーマーを結成。
- 小野淑彦（ベース・コーラス）

現在anotherbebe（アナザーベベ）に加入。
2011年2月12日(土)　渋谷O-NESTにてワンマンライブ。
- 橋詰聡（ドラム）

初期からメンバーだったが、自分のソロ音楽活動をするということで、一時はサポートメンバーとなっていたが、正式のその後脱退した。
再結成をする際に再びメンバーに戻った。
（尚、メンバー各々の名前は一部全員カタカナ表記になったり、逆にタスクが漢字表記になった例もある）

## 概要
ウインターソングバトルにおいて予選で513KB（キロバトル）を記録し、決勝に進出。2位に入賞する。（曲目はフォーチュンクッキー）
熱唱オンエアバトルにも出場し、通算7戦6勝で、2度チャンピオン大会に出場している。

4回連続で2位通過だったため、シルバーコレクターと呼ばれることもあった。
第1期では出場した3回とも2位でオンエアし、チャンピオン大会に出場するも、最下位となる10位に終わる。

第2期でも勝ちを積んでいたが、6戦目で初のオフエアを経験し、7戦目にリベンジを達成。　チャンピオン大会のセミファイナルにAブロックで出場するも、10組中7位で決勝には出場できなかった。
他にも東京を中心に活動し、ライブも精力的に行っていた。
インディーズバンドとして人気実力ともに上がって来ていたが、
2006年5月1日に事実上の解散。
2011年2月1日に活動再開を発表。

## ディスコグラフィ

### 君の手を握って
1. 君の手を握って
2. 偶然の日

### 夕間暮れ
1. 青春
2. 青（昔は[Coda]というタイトルだった）
3. 偶然の日
4. 石つぶて
5. フォーチュンクッキー（昔は[フリートーク]というタイトルだった）
6. 夕間暮れ

### ルナ25
1. ハートパンチャー
2. 雨に唄えば
3. アストロラブ
4. 月子
5. 妄想ラブ
6. 急行Q
7. 星

## 熱唱オンエアバトルの結果
| オンエア？                                   | 回                                           | 重量（ＫＢ） | 順位    | 曲名                 |
| -------------------------------------------- | -------------------------------------------- | ------------ | ------- | -------------------- |
| ウインターソングバトル 3日目                 | ウインターソングバトル 3日目                 | 513KB        | 1/10位  | フォーチュンクッキー |
| ウインターソングバトル 決勝                  | ウインターソングバトル 決勝                  | 926KB        | 2/9位   | フォーチュンクッキー |
| オンエア                                     | 4                                            | 449KB        | 2/10位  | 急行Q                |
| オンエア                                     | 7                                            | 409KB        | 2/10位  | 青春                 |
| オンエア                                     | 16                                           | 429KB        | 2/10位  | 雨に唄えば           |
| 第1回チャンピオン大会予選                    | 第1回チャンピオン大会予選                    | 550KB        | 10/10位 | 月子                 |
| オンエア                                     | 30                                           | 401KB        | 2/10位  | 星                   |
| オンエア                                     | 41                                           | 385KB        | 4/10位  | 会いに行きましょう   |
|                                              | 49                                           | 321KB        | 6/10位  | ハートパンチャー     |
| オンエア                                     | 53                                           | 369KB        | 1/10位  | オリーブ             |
| 第2回チャンピオン大会セミファイナルAブロック | 第2回チャンピオン大会セミファイナルAブロック | 373KB        | 7/10位  | 悲恋ガ浜、ふたりの恋 |

番組史上最も演奏した曲が多いバンド（１０曲）※オフエア、ウインターソングバトル、チャンピオン大会を含む。